# Diócesis de Isernia-Venafro
La diócesis de Isernia-Venafro (en latín: Dioecesis Aeserniensis-Venafrensis y en italiano: Diocesi di Isernia-Venafro) es una circunscripción eclesiástica de la Iglesia católica en Italia. Se trata de una diócesis latina, sufragánea de la arquidiócesis de Campobasso-Boiano. Desde el 8 de mayo de 2014 su obispo es Camillo Cibotti.

## Territorio y organización

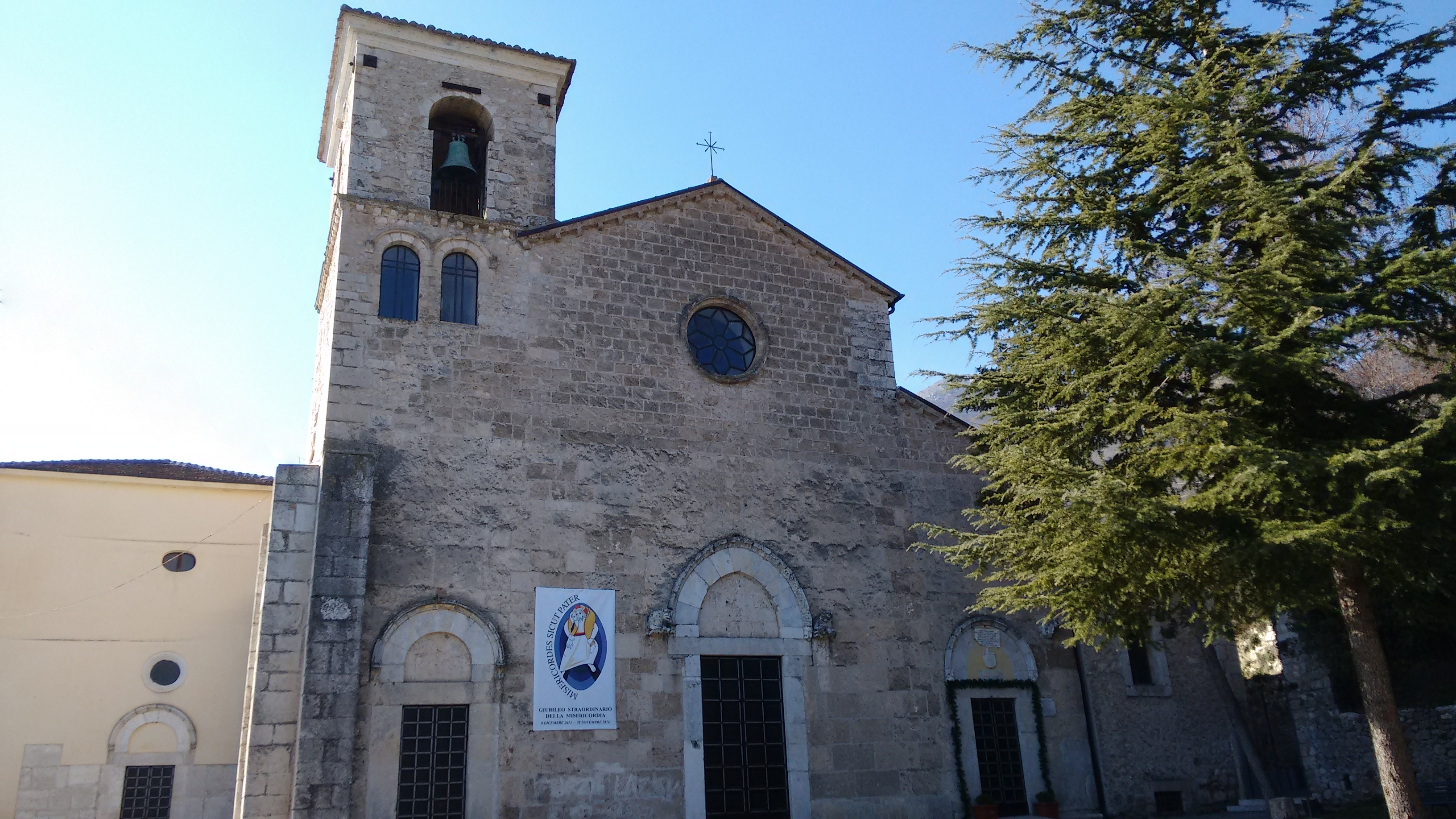
Concatedral de Santa María Asunta, en Venafro

La diócesis tiene 740 km² y extiende su jurisdicción sobre los fieles católicos de rito latino residentes en 27 comunas de la provincia de Isernia en la región de Molise: Acquaviva d'Isernia, Carpinone, Castelpizzuto, Castel San Vincenzo, Cerro al Volturno, Colli a Volturno, Conca Casale, Filignano, Forlì del Sannio, Fornelli, Isernia, Longano, Macchia d'Isernia, Miranda, Montaquila, Monteroduni, Pesche, Pettoranello del Molise, Pizzone, Pozzilli, Roccasicura, Rocchetta a Volturno, Sant'Agapito, Scapoli, Sessano del Molise, Sesto Campano, Venafro; y 5 comunas de la provincia de Caserta en la región de Campania: Capriati a Volturno, Ciorlano, Fontegreca, Gallo Matese y Mastrati, fracción de Pratella.

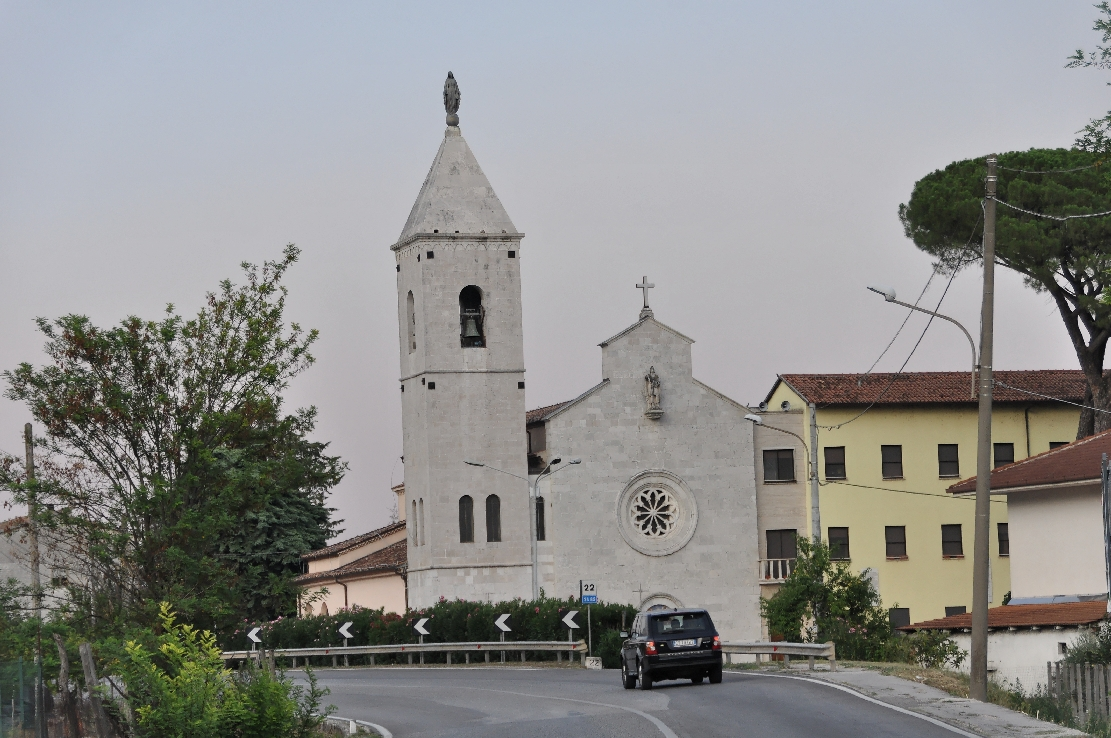
Basílica de los Santos Nicandro, Marciano y Daria, en Venafro

La sede de la diócesis se encuentra en la ciudad de Isernia, en donde se halla la Catedral de San Pedro Apóstol y la ermita de San Cosme y San Damián. En Venafro se encuentra la Concatedral de Santa María Asunta y la basílica de los Santos Nicandro, Marciano y Daria. En Pesche se halla el santuario de Santa María del Baño.

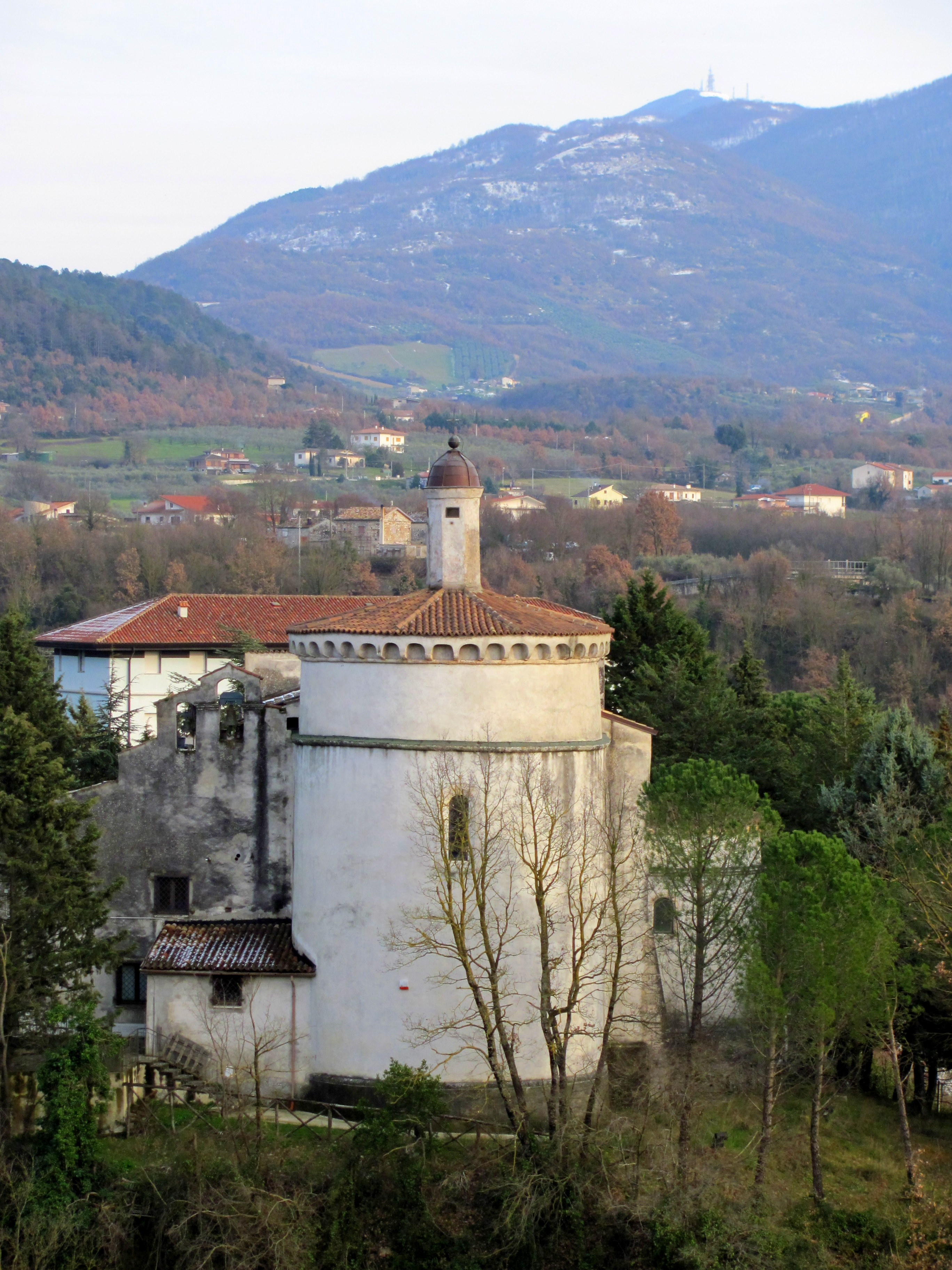
Ermita de San Cosme y San Damián, en Isernia

En 2021 en la diócesis existían 48 parroquias agrupadas en 6 foranías: Isernia, Venafro, Capriati a Volturno, Carpinone, Forania del Volturno y Pozzilli.

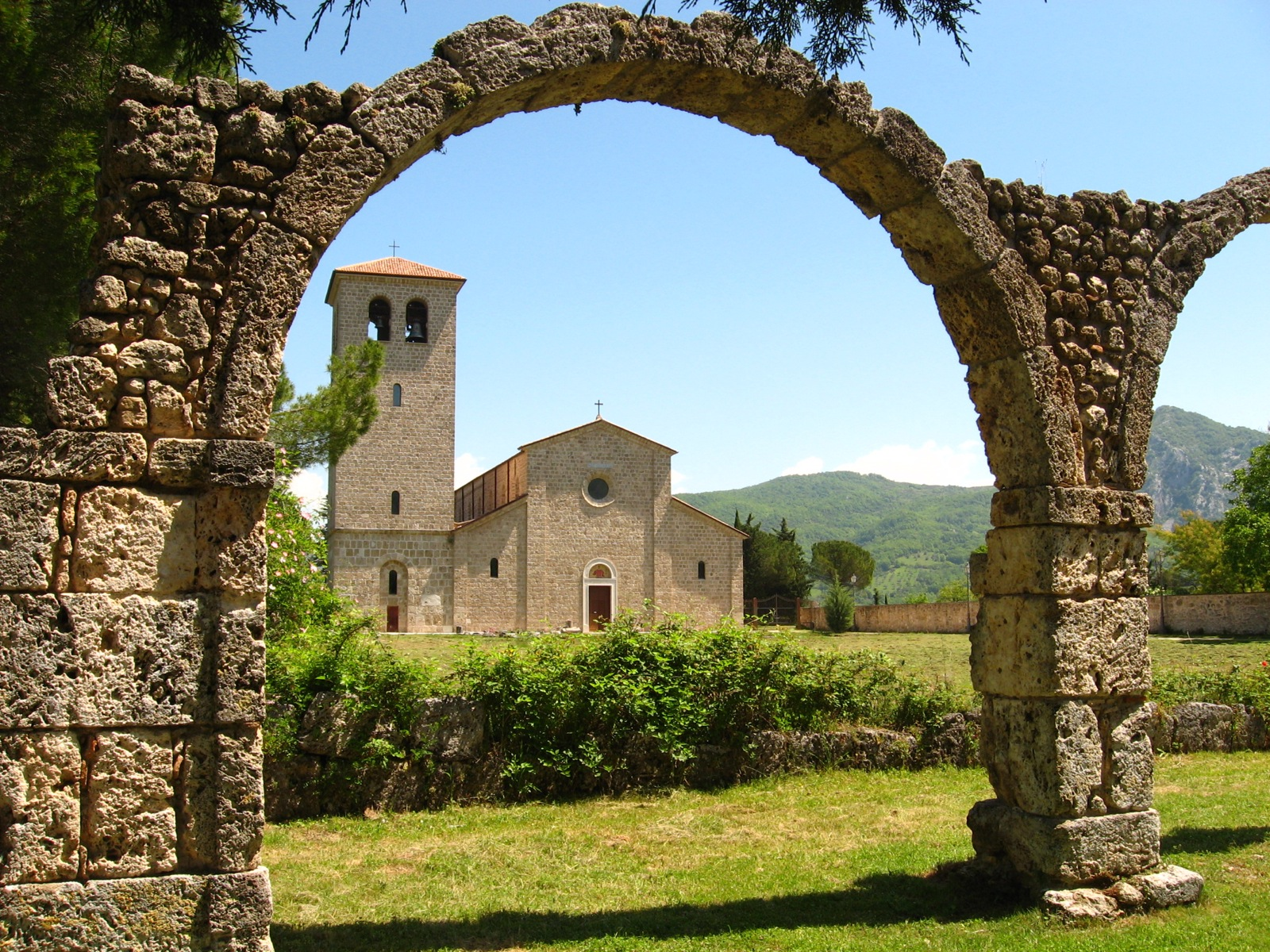
Abadía de San Vincenzo al Volturno

## Historia
La diócesis actual nació en 1986 de la unión plena de dos antiguas sedes episcopales, Isernia y Venafro.

### Diócesis de Venafro
Las primeras noticias de la diócesis de Venafro se remontan a finales del siglo V con la mención del obispo Costanzo (o Constantino) presente en el sínodo romano convocado por el papa Símaco en 499; el mismo obispo recibió una carta sin fecha del papa Gelasio I (492-496). Además, un Constancio y un Constantino participaron en el sínodo convocado por Gelasio en 495 sin indicar sus respectivas sedes de pertenencia; uno de los dos podría ser el obispo de Venafro. Por las cartas de Gregorio Magno (hacia 591-595) se sabe que a finales del siglo VI la diócesis de Venafro estaba vacante; poco después la diócesis desapareció debido a la destrucción llevada a cabo por los lombardos.
No hay más información sobre la diócesis de Venafro hasta el siglo XI. En 1032 el arzobispo de Capua, Atenolfo II, consagró a Gerardo para las sedes unidas de Venafro, Isernia y Bovino; a partir de este momento Venafro, sufragánea de Capua, permaneció unida aeque principaliter a Isernia hasta 1207 cuando el papa Inocencio III, para poner fin a las desavenencias entre los capítulos de los canónigos de las dos catedrales, estableció la separación de las dos diócesis, decisión confirmada por los papas posteriores Honorio III (1224) y Gregorio IX (1230).
Se desconoce el nombre exacto del primer obispo de Venafro tras la separación de las sedes. Norbert Kamp documenta la existencia de algunos obispos anónimos de Venafro en 1215, 1218 y 1223/1224. El primer nombre de un obispo de Venafro es el de Ricardo, documentado de 1228 a 1239, seguido de Rinaldo, elegido en febrero de 1252 y todavía en el cargo en junio de 1286.
En la época normanda, los monasterios benedictinos y los cenobios se convirtieron en diócesis; entre estos «Santa Croce iuxta muros Venafri, San Benedetto de Benafro, San Benedetto Piccolo (Piczolu, Pizuli, S. Venditto, S. Benedicti Minoris), Santa Cristina, Santi Maria e Benedetto, San Nazario de Rocca de Piperoczu (Roccapipirozzi)), San Pedro de Sesto Campano.»
Entre los obispos de Venafro se pueden mencionar: los cardenales Girolamo Grimaldi (1528-1536) y Ladislao d'Aquino (1581-1621); Andrea Matteo Acquaviva de Aragón, que abrió el primer seminario diocesano en 1568; Vincenzo Martinelli (1632-1635), el primero en convocar un sínodo diocesano (1634); Ludovico Ciogni (1670-1690), experto en jurisprudencia, que fue gobernador de varias ciudades de los Estados Pontificios; Mattia Joccia, quien construyó e inauguró un nuevo seminario en 1728.
Con la bula De utiliori del 27 de junio de 1818, el papa Pío VII suprimió la diócesis e incorporó su territorio al de la diócesis de Isernia. En el momento de la supresión, la diócesis de Venafro incluía los territorios de las comunas de Venafro, Sesto Campano, Pozzilli, Capriati a Volturno, Ciorlano, Montaquila, Filignano, Acquafondata, Viticuso, Conca Casale, Gallo Matese, Fontegreca e Mastrati di Pratella.

### Diócesis de Isernia
El origen de la diócesis de Isernia es incierto. Datos monumentales como los restos de una basílica paleocristiana y una inscripción funeraria demuestran la presencia en Isernia de una comunidad cristiana rica y estructurada ya en la antigüedad. Sin embargo, la serie de obispos de Isernia relatada por Ferdinando Ughelli en su Italia sacra es problemática, ya que en realidad pertenecen a otras diócesis. Incluso la atribución a Isernia de Marcos, episcopus ecclesiae Samninae, que participó en el concilio simaquiano de 502, es dudosa y no admitida por todos los autores.
En el período medieval temprano se atribuyeron otros obispos a Isernia, pero con el beneficio de la duda. Ughelli asigna un obispo Bonifacio en el año 758, pero sin ninguna indicación documental que lo respalde; Cappelletti le admite en la contrarreloj de Isernia, mientras que Gams lo excluye. Según el Chronicon Casinense, en 847 un obispo anónimo de Isernia murió durante un desastroso terremoto que arrasó la ciudad. Otro obispo anónimo aparece en un diploma del año 854, que Ughelli atribuye sin embargo al 639. Seguido de Odelgario, episcopus Eserniatensis, que participó en un concilio en Rávena en 877, y luego Lando en 946 y Arderico, documentado de 964 a 975. Todos estos obispos son excluidos por Kehr, que informa que el primer obispo cierto de Isernia es un anónimo mencionado en un diploma del 943.
Información más fiable sobre la diócesis de Isernia se remonta al siglo XI. En 1032 el metropolitano de Capua Atenulf II consagró a Gerardo obispo de Isernia, sede episcopal que llevaba mucho tiempo sin pastor, como se desprende del privilegio concedido por el metropolitano al obispo de Isernia; el mismo documento delimita la diócesis a los tres territorios de Isernia, Venafro y Boiano y certifica la pertenencia de la diócesis de Isernia a la provincia eclesiástica de Capua.
Según el Chronicon Casinense, durante su pontificado el papa Nicolás II (1059-1061) consagró al monje Pietro da Rávena como obispo de Isernia y Venafro. Las dos diócesis parecen todavía estar unidas incluso en la bula concedida por el papa Alejandro III al obispo Rainaldo en 1172. Aunque unidas, las dos diócesis conservaron cada una su propia catedral y su propio capítulo de canónigos, que a menudo, durante el siglo XII, entraron en conflicto sobre el nombramiento de obispos. Para poner fin a los desacuerdos, en 1207 el papa Inocencio III estableció la separación de las dos diócesis, decisión confirmada por los papas posteriores Honorio III (1224) y Gregorio IX (1230).
En las épocas lombarda y normanda, los monasterios benedictinos y los cenobios se convirtieron en diócesis; entre ellas se recuerda en particular la abadía de San Vincenzo al Volturno, fundada en el siglo VIII, pero también «la abadía femenina de Santa Maria delle Monache y la de San Vito della Valle, la abadía de Sant'Agapito en Valle, San Marco y San Martino en Carpinone, Santa Croce en Pesche, San Benedetto en Monteroduni, Santa María en Altissimis en Fornelli, Santi Giovanni e Paolo en Pizzone, San Benedetto en Roccasicura, San Pietro de Itria en Scapoli, San Benedetto en Sessano del Molise". Luego siguieron las fundaciones de los monjes celestinos y franciscanos; La tradición atribuye la fundación del convento de Santo Stefano en Isernia al propio san Francisco de Asís.
Tres veces, en 847, 1349 y 1456, la ciudad de Isernia, su catedral y otros edificios religiosos fueron arrasados por terremotos. Durante el terremoto de 1456, el obispo Giacomo de Monte Aquila fue rescatado vivo después de tres días de los escombros de la catedral.
Entre los obispos de Isernia se recuerdan a: Cristoforo Maroni (1387-1389), que llegó a ser cardenal con el título de San Ciriaco alle Terme; Massimo Bruni Corvino (1510-1522), que fue legado papal en la República de Venecia y en el Reino de Nápoles; Paolo della Corte (1600-1606), que tras abandonar la diócesis se convirtió en gobernador de Benevento, Spoleto y finalmente vicario del papa en Roma; Giovanni Saverio De Leoni, que fundó el seminario diocesano en 1728.
En 1805, otro violento terremoto destruyó la catedral, que fue restaurada y reabierta al culto por el obispo Gennaro Saladino en 1852.
En 1818, antes de que la diócesis de Venafro fuera suprimida y su territorio incorporado al de Isernia, la diócesis de Isernia incluía las localidades de Isernia, Miranda, Pesche, Carpinone, Castelpizzuto, Forlì del Sannio, Longano, Macchia d'Isernia, Monteroduni, Sessano del Molise, Pettoranello del Molise, Roccasicura, Sant'Agapito.

### Isernia-Venafro
El 18 de junio de 1852 el papa Pío IX, mediante la bula Sollecitudinem animarum, restableció la diócesis de Venafro, con el mismo territorio que tenía en 1818, uniéndola aeque principaliter a la diócesis de Isernia. Ambas ciudades mantuvieron sus propias catedrales con sus obispados y seminarios asociados. El obispo residía igualmente en ambas ciudades. Posteriormente la sede episcopal única se colocó en Isernia, mientras que el seminario permaneció únicamente en Venafro.
El 21 de agosto de 1976, mediante la bula Ad apicem sacerdotalis del papa Pablo VI, las diócesis de Isernia y Venafro fueron retiradas de la metrópolis de Capua y pasaron a formar parte de la nueva provincia eclesiástica de la arquidiócesis de Boiano-Campobasso.
El 21 de marzo de 1977, las diócesis unidas de Isernia y Venafro adquirieron de la abadía territorial de Montecasino, mediante el decreto Ad Casinum Montem de la Congregación para los Obispos, las parroquias de las comunas de Acquaviva d'Isernia, Castel San Vincenzo, Cerro al Volturno, Colli a Volturno, Fornelli, Pizzone, Rocchetta a Volturno y Scapoli, y las parroquias de la localidad de Santa Maria Uliveto (comuna de Pozzilli) y de la localidad de Cerasuolo (comuna de Filignano). Al mismo tiempo, las parroquias de las comunas de Acquafondata y Viticuso, que en el pasado habían pertenecido a la diócesis de Venafro, fueron cedidas a Montecasino.
El 30 de septiembre de 1986, mediante el decreto Instantibus Votis de la Congregación para los Obispos, Isernia y Venafro se unieron plena Unione y la diócesis tomó su nombre actual.

## Estadísticas
Según el Anuario Pontificio 2022 la diócesis tenía a fines de 2021 un total de 62 000 fieles bautizados.
| Año                                                                             | Población            | Población | Población      | Sacerdotes | Sacerdotes    | Sacerdotes    | Bautizados por sacerdote | Diáconos permanentes | Religiosos | Religiosos | Parroquias |
| Año                                                                             | Bautizados católicos | Total     | % de católicos | Total      | Clero secular | Clero regular | Bautizados por sacerdote | Diáconos permanentes | Varones    | Mujeres    | Parroquias |
| ------------------------------------------------------------------------------- | -------------------- | --------- | -------------- | ---------- | ------------- | ------------- | ------------------------ | -------------------- | ---------- | ---------- | ---------- |
| 1950                                                                            | 53 000               | 53 000    | 100.0          | 75         | 68            | 7             | 706                      |                      | 8          | 24         | 40         |
| 1970                                                                            | 51 575               | 51 580    | 100.0          | 68         | 54            | 14            | 758                      |                      | 17         | 44         | 43         |
| 1980                                                                            | 59 805               | 59 840    | 99.9           | 61         | 49            | 12            | 980                      |                      | 14         | 48         | 57         |
| 1990                                                                            | 62 600               | 64 000    | 97.8           | 58         | 50            | 8             | 1079                     | 1                    | 8          | 42         | 48         |
| 1999                                                                            | 61 100               | 63 000    | 97.0           | 62         | 52            | 10            | 985                      | 9                    | 18         | 43         | 48         |
| 2000                                                                            | 62 000               | 63 000    | 98.4           | 66         | 56            | 10            | 939                      | 9                    | 20         | 48         | 48         |
| 2001                                                                            | 63 000               | 65 000    | 96.9           | 63         | 53            | 10            | 1000                     | 8                    | 15         | 50         | 48         |
| 2002                                                                            | 58 000               | 60 100    | 96.5           | 69         | 60            | 9             | 840                      | 8                    | 10         | 56         | 48         |
| 2003                                                                            | 58 000               | 60 100    | 96.5           | 66         | 58            | 8             | 878                      | 10                   | 8          | 52         | 48         |
| 2006                                                                            | 60 000               | 63 000    | 95.2           | 75         | 63            | 12            | 800                      | 12                   | 24         | 46         | 48         |
| 2013                                                                            | 62 000               | 63 000    | 98.4           | 72         | 50            | 22            | 861                      | 10                   | 30         | 38         | 48         |
| 2016                                                                            | 63 000               | 64 312    | 98.0           | 67         | 45            | 22            | 940                      | 11                   | 25         | 35         | 48         |
| 2019                                                                            | 62 800               | 63 800    | 98.4           | 63         | 41            | 22            | 996                      | ?                    | 22         | 32         | 48         |
| 2021                                                                            | 62 000               | 63 000    | 98.4           | 58         | 35            | 23            | 1068                     | 10                   | 24         | 35         | 48         |
| Fuente: Catholic-Hierarchy, que a su vez toma los datos del Anuario Pontificio. |                      |           |                |            |               |               |                          |                      |            |            |            |

### Vida consagrada
Los institutos de vida consagrada y sociedades de vida apostólica presentes en el territorio diocesano son: Orden de los Hermanos Menores Capuchinos, Sociedad Divinas Vocaciones (vocacionistas), Misioneros de Nuestra Señora de la Salette, Oblatos de María Inmaculada, Orden de la Santísima Trinidad y de los Cautivos, Adoratrices de la Sangre de Cristo, Apóstoles del Sagrado Corazón, Hermanas de la Inmaculada de Santa Clara, Hermanas de Nuestra Señora, Ursulinas del Sagrado Corazón de Jesús Agonizante, Pequeñas Discípulas de Jesús y Siervas de María Dolorosa de Nocera de' Pagani.

## Episcopologio

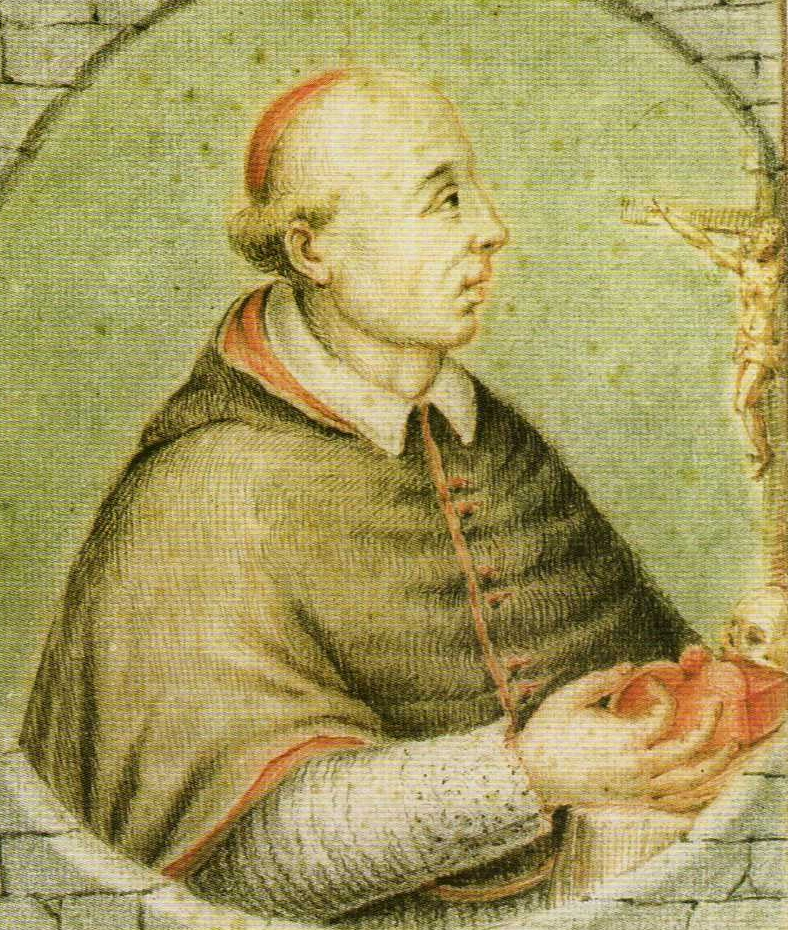
Cristoforo numai fue administrador apostólico de la diócesis de Isernia de 1523 a 1524

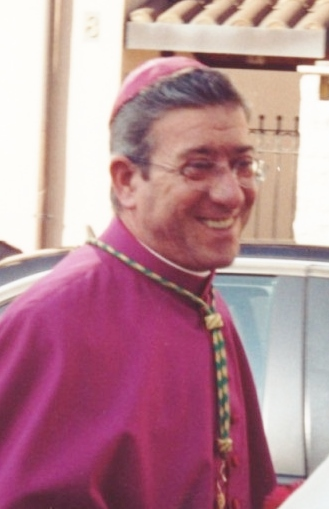
Salvatore Visco, actual arzobispo de Capua, ocupó la sede de Isernia-Venafro de 2007 a 2013

### Obispos de Venafro
- Costanzo (o Costantino) † (antes de 492/496?-después de 499)[24]
  - Sede unida a Isernia (1032-1207)
- Anónimo † (mencionado en 1215)[25]
- Anónimo † (mencionado en 1218)[25]
- Anónimo † (mencionado en 1223-1224)[25]
- Riccardo † (antes de 1228-después de 1239)[25]
- Rinaldo † (15 de febrero de 1252-después del 5 de junio de 1286)[25]
- Giovanni † (antes de 1289-24 de febrero de 1294 falleció)[25][26]
- Andrea d'Aversa † (12 de diciembre de 1295-1299 falleció)
- Giordano di Sermoneta † (1 de marzo de 1299-1300 falleció)
  - Romano Borgia, O.S.B.Vall. † (1300-1300 falleció) (obispo electo)
- Docibile di Sermoneta † (28 de marzo de 1300-1301 falleció)
- Pellegrino, O.E.S.A. † (23 de septiembre de 1301-1306 falleció)
- Nicola † (?-? falleció)
- Pietro Sparano da San Severo † (9 de marzo de 1326-6 de septiembre de 1328 nombrado obispo de Nola)
- Giovanni di Tocco † (6 de septiembre de 1328-1348 falleció)
- Pietro da Bassiano, O.P. † (23 de junio de 1348-1366 falleció)
- Guido † (11 de agosto de 1366-?)
  - Pietro † (?-? falleció) (antiobispo)
  - Carlotto Arcamono † (8 de julio de 1388-?) (antiobispo)
- Niccolò † (antes de 1387-1396 falleció)
- Ruggero da Castel di Pietra, O.E.S.A. † (14 de julio de 1396-19 de abril de 1399 falleció)
- Andrea Fiascone † (6 de octubre de 1399-? falleció)
- Carlo Ancamono † (atestiguado en 1420-23 de marzo de 1422 nombrado obispo de Bitetto)
- Antonio Mancini † (18 de diciembre de 1426-1465 falleció)
- Giovanni Gattula † (2 de octubre de 1465-1471 falleció)
- Angelo de Alberto † (17 de agosto de 1472-1504 falleció)
- Riccomanno Buffalini † (2 de octubre de 1504-1528 falleció)
  - Girolamo Grimaldi † (9 de octubre de 1528-2 de junio de 1536 renunció) (administrador apostólico)
- Bernardino Soria, O.F.M. † (2 de junio de 1536-1548 falleció)
- Giambattista Caracciolo Pisquizi † (22 de marzo de 1548-1557 falleció)
- Gian Antonio Carafa † (5 de abril de 1557-1558 falleció)
- Andrea Matteo Acquaviva d'Aragona † (20 de julio de 1558-16 de septiembre de 1573 nombrado arzobispo de Cosenza)
- Orazio Caracciolo † (16 de septiembre de 1573-1581 falleció)
- Ladislao d'Aquino † (20 de octubre de 1581-12 de febrero de 1621 falleció)
- Ottavio Orsini † (13 de septiembre de 1621-20 de septiembre de 1632 nombrado obispo de Segni)
- Vincenzo Martinelli, O.P. † (20 de septiembre de 1632-10 de septiembre de 1635 falleció)
- Giacinto Cordella † (1 de octubre de 1635-15 de diciembre de 1666 nombrado obispo de Recanati y Loreto)
- Sebastiano Leopardi † (16 de marzo de 1667-2 de julio de 1669 falleció)
- Ludovico Ciogni † (1 de septiembre de 1670-6 de agosto de 1690 falleció)
- Carlo Nicola de Massa † (11 de diciembre de 1690-23 de marzo de 1710 falleció)
  - Sede vacante (1710-1718)
- Mattia Joccia † (11 de mayo de 1718-19 de enero de 1733 falleció)
- Francesco Agnello Fragianni † (11 de mayo de 1733-28 de febrero de 1742 nombrado obispo de Calvi)
- Giuseppe Francesco Rossi † (24 de septiembre de 1742-27 de enero de 1754 falleció)
- Francesco Saverio Stabile † (20 de mayo de 1754-1 de diciembre de 1788 falleció)
  - Sede vacante (1788-1792)
- Donato de' Liguori † (26 de marzo de 1792-27 de enero de 1811 falleció)
  - Sede vacante (1811-1818)
  - Sede suprimida (1818-1852)
  - Sede restaurada y unida a Isernia (1852-1986)

### Obispos de Isernia
- San Benedetto? †
- Bonifacio † (mencionado en 758)
- Anónimo † (?-847 falleció)
- Anónimo † (mencionado en 854)
- Odelgario † (mencionado en 877)
- Anónimo † (mencionado en 943)
- Lando † (mencionado en 946)
- Arderico † (antes de 964-después de 975)
- Gerardo † (1032-?)
- Pietro da Ravenna, O.S.B. † (1059/1061-después de 1080)
- Leone † (mencionado en 1090)
- Mauro † (antes de 1105-25 de octubre de 1126 falleció)
- Rainaldo † (antes de 1170-después de 1183)[27]
- Gentile † (mencionado en 1192)[nota 4][28]
- R. † (mencionado desde 1195 a 1207)[27]
- Dario † (1207-después de 1221)[27]
- Anónimo † (mencionado como obispo electo en 1230)[27]
- Ugo † (antes de 1233-después de 1244)[27]
- Teodino † (después de 1244)[27]
- Giovanni † (mencionado en 1250)[27]
- Anónimo † (mencionado en 1255 y en 1257)[27]
- Niccolò † (antes de 1259-25 de mayo de 1266 renunció)
  - Enrico da San Germano, O.F.M. † (1267-?) (obispo electo)[27]
- Matteo † (1267-después de 1281)[27]
- Roberto † (antes de 1287-después de 1289)
- Jacopo † (mencionado en 1302)
- Pietro II † (antes de 1307-1330 falleció)
  - Corrado Rampini † (1330-1330 falleció) (obispo electo)
- Enrico II, O.F.M. † (2 de julio de 1330-1331 falleció)
- Guglielmo, O.Carm. † (13 de noviembre de 1331-?)
- Cristoforo † (circa 1348-? falleció)
- Filippo Gezza de Rufinis, O.P. † (diciembre de 1362-8 de noviembre de 1367 nombrado obispo de Tívoli)
- Paolo de' Lapi (Francesco di Roma), O.F.M. † (22 de diciembre de 1367-3 de febrero de 1379 nombrado arzobispo de Monreale)
- Niccolò II † (1379-?)
- Cristoforo Maroni † (1387-18 de diciembre de 1389 renunció)[29]
- Domenico † (30 de mayo de 1390-18 de agosto de 1402 nombrado obispo de Sessa Aurunca)
- Andrea Serao † (1402-11 de octubre de 1402 nombrado obispo de Potenza)
- Antonio De Rossi † (2 de octubre de 1402-12 de julio de 1404 nombrado obispo de Terracina)
- Niccolò III, O.S.B. † (14 de mayo de 1404-? falleció)
  - Lucillo † (1414-?) (obispo electo)
- Bartolomeo di Pardo † (28 de enero de 1415-? falleció)
- Giacomo de Monte Aquila † (27 de junio de 1418-1469 falleció)
- Carlo Setari † (12 de enero de 1470-1486 falleció)
- Francesco Adami † (10 de abril de 1486-1497 falleció)
- Costantino Castriota Scanderbeg † (2 de octubre de 1497-1500 falleció)
- Giovanni Olivieri † (8 de abril de 1500-1510 falleció)
- Massimo Bruni Corvino † (30 de septiembre de 1510-1522 falleció)
  - Cristoforo Numai da Forlì, O.F.M. † (17 de abril de 1523-19 de diciembre de 1524 renunció) (administrador apostólico)
- Antonio Numai, da Forlì, † (19 de diciembre de 1524-1567 renunció)
- Giambattista Lomellini † (17 de marzo de 1567-22 de noviembre de 1599 falleció)
- Paolo della Corte, C.R. † (15 de marzo de 1600-1606 renunció)
- Alessio Geromoaddi † (20 de abril de 1606-6 de abril de 1611 falleció)
- Marcantonio Genovesi † (26 de septiembre de 1611-7 de noviembre de 1624 falleció)
- Gian Gerolamo Campanili † (27 de enero de 1625-22 de junio de 1626 falleció)
- Diego Merino, O.Carm. † (24 de agosto de 1626-1 de enero de 1637 falleció)
- Domenico Giordani, O.F.M. † (17 de agosto de 1637-11 de febrero de 1640 falleció)
- Marcello Stella † (26 de marzo de 1640-1642 falleció)
- Gerolamo Mascambruno † (11 de agosto de 1642-mayo de 1643 falleció)
- Pietro Paolo de Rustici, O.S.B. † (14 de diciembre de 1643-28 de octubre de 1652 falleció)
- Gerolamo Bollini, O.S.B.Coel. † (9 de junio de 1653-1657 falleció)
- Tiburzio Bollini, O.S.B.Coel. † (28 de mayo de 1657-1660 falleció)
- Michelangelo Catalani, O.F.M.Conv. † (20 de septiembre de 1660-1672 falleció)
- Gerolamo Passarelli † (30 de enero de 1673-14 de noviembre de 1689 nombrado arzobispo de Salerno)
- Michele da Bologna, C.R. † (6 de marzo de 1690-11 de diciembre de 1698 renunció[nota 5])
- Biagio Terzi † (22 de diciembre de 1698-mayo de 1717 falleció)
- Giovanni Saverio De Leoni † (20 de diciembre de 1717-22 de noviembre de 1730 nombrado obispo de Melfi y Rapolla)
- Giuseppe Isidoro Persico † (18 de junio de 1731-marzo de 1735 falleció)
  - Sede vacante (1735-1739)
- Giacinto Maria Giannucci † (14 de diciembre de 1739-26 de marzo de 1757 falleció)
- Erasmo Mastrilli † (26 de septiembre de 1757-enero de 1769 falleció)
- Michelangelo della Peruta † (21 de agosto de 1769-30 de octubre de 1806 falleció)
  - Sede vacante (1806-1818)
- Michele Ruopoli † (25 de mayo de 1818-24 de diciembre de 1821 falleció)
- Salvatore Maria Pignattaro, O.P. † (24 de noviembre de 1823-24 de enero de 1825 renunció)
- Adeodato Gomez Cardosa † (19 de diciembre de 1825-4 de julio de 1834 falleció)
  - Sede vacante (1834-1837)
- Gennaro Saladino † (19 de mayo de 1837-19 de junio de 1852 nombrado obispo de Isernia y Venafro)

### Obispos de Isernia y Venafro
- Gennaro Saladino † (19 de junio de 1852-27 de abril de 1861 falleció)
  - Sede vacante (1861-1872)
- Antonio Izzo † (23 de febrero de 1872-24 de octubre de 1879 falleció)
- Agnello Renzullo † (27 de febrero de 1880-23 de junio de 1890 nombrado obispo de Nola)
- Francesco Paolo Carrano † (4 de junio de 1891-16 de enero de 1893 nombrado arzobispo de L'Aquila)
- Nicola Maria Merola † (12 de junio de 1893-24 de septiembre de 1915 falleció)
- Niccolò Rotoli, O.F.M. † (28 de marzo de 1916-27 de abril de 1932 falleció)
- Pietro Tesauri † (13 de marzo de 1933-25 de mayo de 1939 nombrado arzobispo de Lanciano y administrador perpetuo de Ortona)
- Alberto Carinci † (25 de marzo de 1940-28 de abril de 1948 nombrado obispo de Boiano-Campobasso)
- Giovanni Lucato, S.D.B. † (21 de junio de 1948-1 de mayo de 1962 falleció)
- Achille Palmerini † (11 de julio de 1962-7 de abril de 1983 retirado)
- Ettore Di Filippo † (7 de abril de 1983-30 de septiembre de 1986 nombrado obispo de Isernia-Venafro)

### Obispos de Isernia-Venafro
- Ettore Di Filippo † (30 de septiembre de 1986-28 de octubre de 1989 nombrado arzobispo de Campobasso-Boiano)
- Andrea Gemma, F.D.P. † (7 de diciembre de 1990-5 de agosto de 2006 retirado)
- Salvatore Visco (5 de abril de 2007-30 de abril de 2013 nombrado arzobispo de Capua)
- Camillo Cibotti, desde el 8 de mayo de 2014

### Para la sede de Isernia
- (en latín) Ferdinando Ughelli, Italia sacra, vol. VI, segunda edición, Venecia, 1720, col. 366-405
- (en italiano) Francesco Lanzoni, Le diocesi d'Italia dalle origini al principio del secolo VII (an. 604), vol. I, Faenza, 1927, pp. 379-380
- (en alemán) Norbert Kamp, Kirche und Monarchie im staufischen Königreich Sizilien. Prosopographische Grundlegung. Bistümer und Bischöfe des Königreichs 1194-1266. 1. Abruzzen und Kampanien, Múnich, 1973, pp. 178-185
- (en latín) Pius Bonifacius Gams, Series episcoporum Ecclesiae Catholicae, Graz, 1957, p. 886
- (en latín) Konrad Eubel, Hierarchia Catholica Medii Aevi, vol. 1, pp. 286-287; vol. 2, p. 169; vol. 3, p. 214; vol. 4, p. 211; vol. 5, p. 230; vol. 6, p. 246

### Para la sede de Venafro
- (en latín) Ferdinando Ughelli, Italia sacra, vol. VI, segunda edición, Venecia, 1720, col. 579-586
- (en italiano) Francesco Lanzoni, Le diocesi d'Italia dalle origini al principio del secolo VII (an. 604), vol. I, Faenza, 1927, pp. 176-177
- (en alemán) Norbert Kamp, Kirche und Monarchie im staufischen Königreich Sizilien. Prosopographische Grundlegung. Bistümer und Bischöfe des Königreichs 1194-1266. 1. Abruzzen und Kampanien, Múnich, 1973, pp. 195-200
- (en latín) Pius Bonifacius Gams, Series episcoporum Ecclesiae Catholicae, Graz, 1957, pp. 939-940
- (en latín) Konrad Eubel, Hierarchia Catholica Medii Aevi, vol. 1, pp. 518-519; vol. 2, p. 264; vol. 3, p. 328; vol. 4, p. 361; vol. 5, p. 407; vol. 6, p. 434
- (en latín e italiano) Bula Sollecitudinem animarum, en Collezione degli atti emanati dopo la pubblicazione del Concordato dell'anno 1818, parte XIII, Nápoles, 1854, pp. 46-66.